# Johannes Sløk
Johannes Sløk, född den 27 april 1916, död den 30 juni 2001, var en dansk teolog, idéhistoriker och filosof.
Sløk blev professor vid teologiska fakulteten vid Aarhus universitet 1959, i ämnet systematisk teologi. Från 1967 till 1974 var han professor i idéhistoria på samma plats, och 1977–1986 åter professor i teologi.
Johannes Sløk skrev över 60 böcker om många av världens stora filosofer. Dessutom översatte han en betydande del av Shakespeares skådespel till danska.
Som filosof var Johannes Sløk starkt inspirerad av Søren Kierkegaard och bekände sig till hans tankar och idéer, gärna i en version som stod den franska existentialismen nära.
Sløk tillhörde den grupp som senare har kallats de 4 Århusteologerna, tillsammans med Regin Prenter, P.G. Lindhardt och K.E. Løgstrup.

## Shakespeareöversättningar
- Romeo og Julie, 1969.
- Othello, 1970.
- Macbeth, 1970.
- Lige for lige, 1970.
- Kong Lear, 1970.
- Othello, 1971.
- Hamlet Prins af Danmark, 1971.
- Tragedien om Julius Cæsar, 1972.
- Antonius og Cleopatra, 1972.
- Som man behager; 1978.
- Vintereventyret, 1981.
- Uvejret, 1983.
- Tragedien om Richard 3, 1984.
- Kong Henrik 4 1. og 2. del, 1985.